# Марк Петелий Либон
Марк Петелий Либон (лат. Marcus Poetelius Libo) — консул Древнего Рима 314 до н. э.
В 314 до н. э. Марк Петелий был избран консулом совместно с Гаем Сульпицием Лонгом. Приняв войско под Сорой, консулы распустили большую часть ветеранов и набрали новобранцев. Благодаря перебежчикам Марк Петелий и Гай Сульпиций взяли Сору и три города авзонов.
В том же году консулы дали сражение самнитам, подступившим к Кавдию с целью захвата Капуи. В этом бою Марк Петелий, командовавший левым флангом, усилил первые ряды резервными войсками, благодаря чему римляне в первой же атаке потеснили врага. Наскочившая конница довершила разгром самнитов на этом фланге. Одержав блестящую победу, консулы двинулись к Бовиану, который держали в осаде всю зиму, пока не передали войска диктатору Гаю Петелию Либону Визолу.